# Sinebrychoff-Kunstmuseum

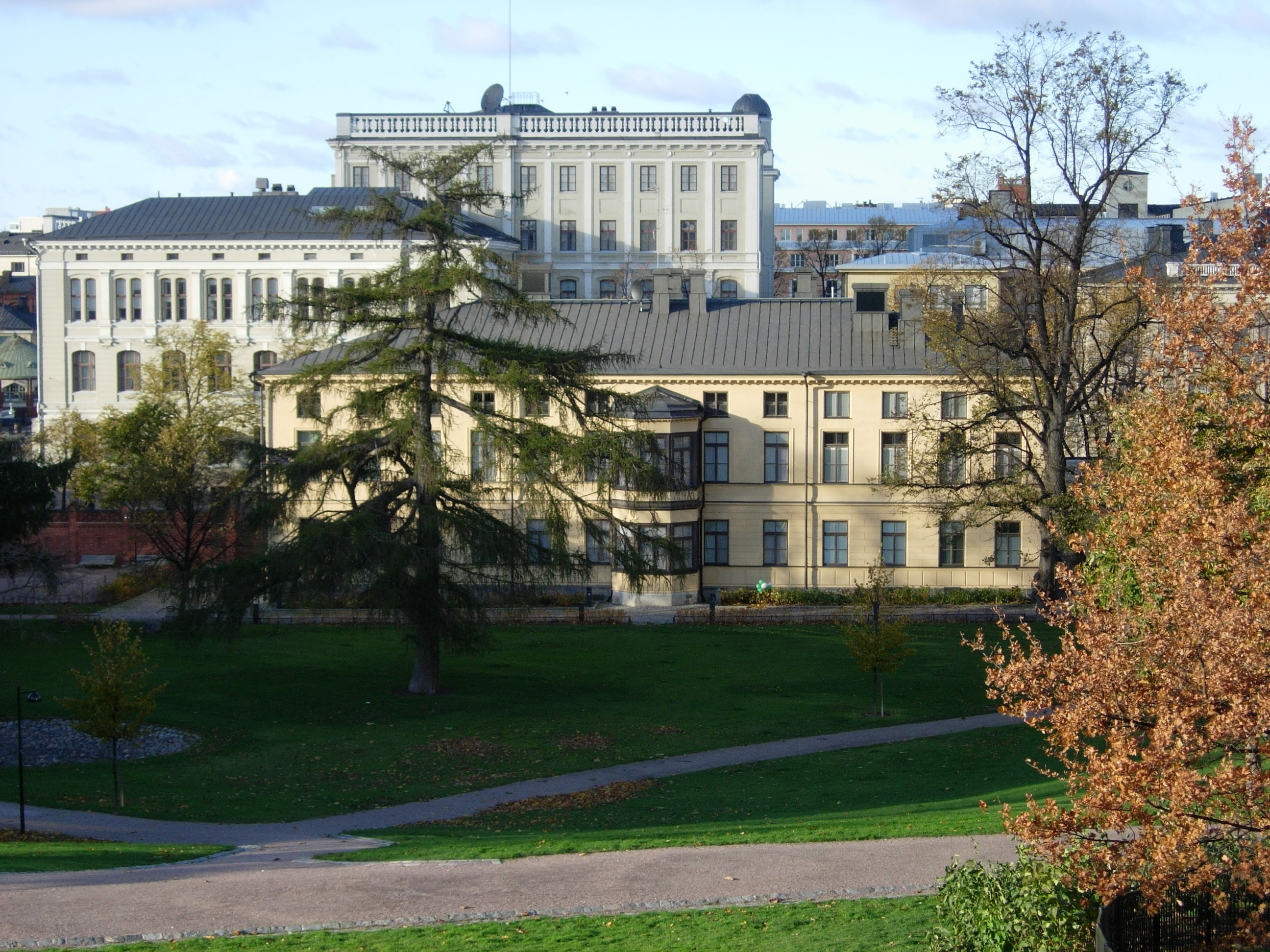
Sinebrychoff-Kunstmuseum 2006

Das Sinebrychoff-Kunstmuseum (Finnisch: Sinebrychoffin taidemuseo) ist ein finnisches Kunstmuseum in Helsinki, welches sich auf alte europäische Kunst spezialisiert hat. Viele private Sammlungen, die dem Museum geschenkt wurden, bilden den Stamm der Ausstellung. Die Sammlung von Fanny und Paul Sinebrychoff, die ihre Sammlung 1921 dem finnischen Staat geschenkt haben, bildet den Hauptbestandteil. Das 1980 eröffnete Sinebrychoff-Kunstmuseum gehört mit dem Ateneum und dem Kiasma zur Finnischen Nationalgalerie.
Die Hauptsammlung umfasst vor allem Porträts und Artefakte aus dem 17. und 18. Jahrhundert. Im Obergeschoss befindet sich eine rekonstruierte einstige Wohnung des bekannten Brauereieigentümers Sinebrychoff. Das Gebäude im Stadtteil Punavuori wurde von dem Geschäftsmann Nikolai Sinebrychoff, dem Onkel von Paul Sinebrychoff, erbaut und im Jahre 1842 fertiggestellt. Nikolai selbst zog jedoch nie in das Gebäude, sondern verblieb auf der Festungsinsel Suomenlinna, wo er die Garnison mit Bier und anderen Dingen versorgte. Das Bier braute er in der 1819 gegründeten Sinebrychoff-Brauerei neben der Villa. Das heutige Museum war damals das Wohn- und Geschäftshaus der Familie seines Bruders.
Hinter dem Museum befindet sich der Sinebrychoff-Park. Nikolai gründete diesen zwar auf dem Grundstück der Brauerei, aber der Park wurde auch der Öffentlichkeit zugänglich gemacht. Heute gehört der Park der Stadt Helsinki.